# Гладково (Нижньогородська область)
Гладково (рос. Гладково) — присілок в Володарському районі Нижньогородської області Російської Федерації.
Населення становить 91 особу. Входить до складу муніципального утворення Золинська сільрада.

## Історія
Від 2009 року входить до складу муніципального утворення Золинська сільрада.

## Населення
| 1859 | 1905 | 1926 | 1999 | 2002 | 2010 |
| ---- | ---- | ---- | ---- | ---- | ---- |
| 88   | ↗101 | ↗141 | ↘20  | ↘2   | ↗91  |